# Elena Risteska

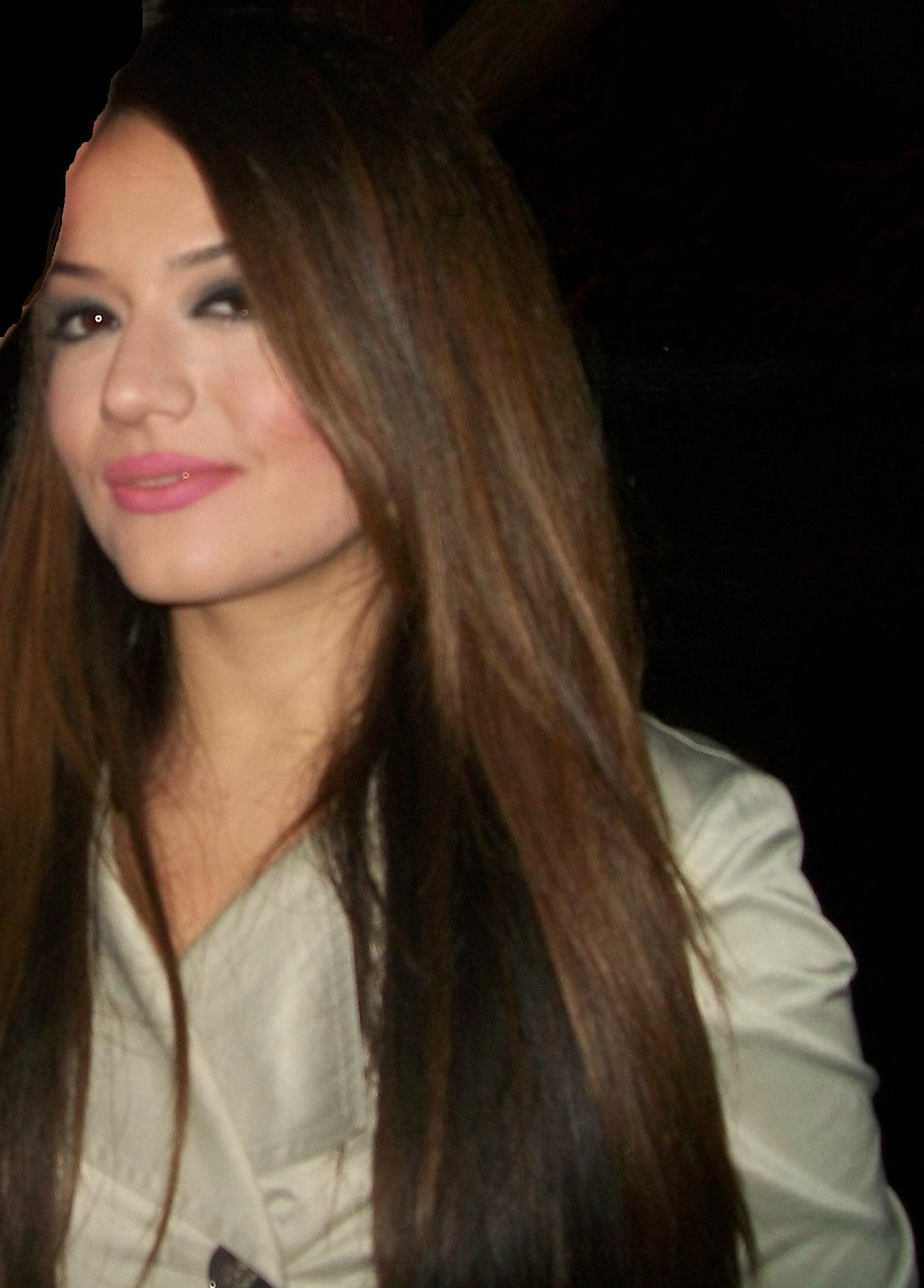
Elena Risteska în octombrie 2009

Elena Risteska (limba macedoneană:Елена Ристеска),  (n 27 aprilie, 1986) este o cântăreață din Skopje, Macedonia. Și-a reprezentat țara la ediția din 2006 a concursului Eurovision.